# Jiří Janďourek
Jiří Janďourek (* 28. května 1975 Liberec) je český architekt, vysokoškolský pedagog a hudebník, v letech 2019 až 2022 vedoucí Kanceláře architektury města Liberec, od října 2022 náměstek primátora pro architekturu, veřejný prostor a dopravní stavby, člen Rady města a Zastupitelstva města Liberec.

## Život
Od dětství se zajímal o historii a hudbu, byl členem pěveckého sboru Severáček a zvažoval kariéru profesionálního hudebníka. Na přání otce, strojního inženýra, však zvolil obor pozemního stavitelství a roku 1993 maturoval na SPŠ stavební Liberec.
Ve studiích pokračoval na Fakultě stavební VUT v Brně, po absolutoriu prošel několika libereckými projekčními kancelářemi. Zkušenosti získal především v Projektovém ateliéru David, kde se rovněž seznámil s architektkou Janou Medlíkovou. Za adaptaci památkově chráněného komplexu administrativních budov u liberecké radnice na Nový magistrát, moderní zázemí pro agendu státní správy, byli oceněni titulem Stavba roku Libereckého kraje za rok 2007. Zároveň si doplnil vzdělání o magisterský obor architektury na Fakultě umění a architektury TUL, tu absolvoval s diplomovou prací Nové využití území bývalé továrny Textilana v Liberci.
S Medlíkovou, která zatím získala autorizaci, založil ateliér, dnes známý jako Atakarchitekti. S architektem Vladimírem Baldou navrhl Janďourek rekonstrukci hlavního náměstí ve Frýdlantu. Tato realizace zvítězila v kategorii urbanismus Grand Prix Architektů 2013. Zatím nejvýznamnějším samostatným projektem studia Atakarchitekti se stalo společenské centrum IGI Vratislavice, které vzniklo přestavbou bývalé fary na komunitní centrum s knihovnou a kinosálem. Za něj autoři obdrželi hlavní cenu Karla Hubáčka v soutěži Stavba roku Libereckého kraje 2022 a spolu s dalšími čtyřmi nominanty jim bylo uděleno ocenění Finalista České ceny za architekturu 2022.
Jako asistent katedry urbanismu na své alma mater a pracovník fakultní architektonické kanceláře ARTUL se Janďourek podílel na projektu budovy G Technické univerzity v Liberci. Po volbách v roce 2010 zadalo nové vedení města univerzitě zpracování „Vize pro Liberec“. Za tímto účelem vznikl mezinárodní ateliér vedený Jiřím Janďourkem a Zdeňkou Němcovou Zedníčkovou. Studenti a odborníci se zabývali tématy city branding, Liberec v Evropě, soběstačné město, Liberec pro lidi, principy městské správy. Výsledkem byl dokument Liberec město s vizí obsahující mimo jiné strukturální plán města. Ten například vytyčil dynamickou a klidovou či vymezil zelené koridory podél vodních toků propojující střed města s volnou krajinou. Obměněná politická reprezentace ústy svých představitelů některé nápady ocenila, ale zpochybnila možnost jejich zapracování do připravovaného územního plánu. Přispěl například také do publikace Střed Liberce v proměnách staletí. Na poli urbanismu a územního plánování zpracovali Atakarchitekti koncepci Semilské doteky vody, územní studii Desatero v Nové Pace či studie jader obcí Příšovice a Rádlo.

## Městský architekt
Dlouhodobě se zajímal o pozici městského architekta, která v Liberci chyběla od konce 90. let. V roce 2017 za vlády Změny pro Liberec a ANO se k možnému angažmá stavěl zdrženlivě. Změna pro Liberec se zabývala různými formami hlavního architekta, avšak v Radě města žádnou z nich neprosadila. Tou dobou již spolupracoval Janďourek se Starosty pro Liberecký kraj, kteří posléze vyhráli liberecké komunální volby v roce 2018. Stal se poradcem nového libereckého primátora Jaroslava Zámečníka.
Roku 2019 inicioval vypsání vyzvaných soutěží na podobu Tržního náměstí a opláštění administrativní budovy URAN. Posteskl si, že Liberec dlouhodobě příliš nevykonává samosprávnou činnost, odsoudil stavební řešení silniční spojky Nová Pastýřská spočívající v širokém profilu a užití protihlukových stěn. Vedení města se nakonec dohodlo na formě institutu městského architekta. Byla zvolena varianta samostatného odboru magistrátu vykonávající samosprávnou agendu po rušeném oddělení urbanismu a architektury odboru hlavního architekta, který se následně přejmenoval na odbor územního plánování. Na pozici vedoucího odboru kanceláře architekta (později architektury) města se přihlásili pouze dva uchazeči, nakonec zůstal Janďourek jediným kandidátem. Opozice ocenila jeho odborné kvality, zároveň však upozornila na to, že výběrové řízení nebylo příliš otevřené jiným zájemcům o tuto pozici.
Ve svých hlavních tezích vychází Janďourek z Vize pro Liberec. Za architektonicky kvalitní soubory považuje velkorysý Zlatý kříž z konce 19. století na průniku Masarykovy a Vítězné ulice, sídliště Liebiegovo městečko, Domovina a Jeřáb z počátku 20. století, panelová sídliště Králův háj, Kmochova v Ruprechticích, bytový dům Wolkerák a terasové domy či finské domky v Dolním Hanychově. Má rád civilizační okruh Německa, Rakouska a Švýcarska a obdivuje vesnice na severu Itálie. Za zásadní považuje Janďourek kvalitní konverzi brownfieldu bývalé Textilany vlastněného soukromým investorem. Prosadil ukončení projektu nového autobusového nádraží a návrat k myšlence společného vlakového a autobusového terminálu ve vazbě na zpracovávanou studii rozvoje železniční dopravy přes Liberec.
Významný rozvojový potenciál shledává rovněž v zanedbané lokalitě kolem takzvaného Papírového náměstí, rostlé části centra města se silným geniem loci původně vybudované drobnými řemeslníky a později navržené k asanaci. Povědomí o ní šířil jako člen spolku Zbytek. Kancelář architektury města iniciovala směnu pozemků v lokalitách Papírového náměstí, libereckých výstavních trhů a Kunratic se společností Syner a následně uspořádala mezinárodní soutěžní dialog o podobu územní studie s regulačními prvky a krajinářské řešení městských teras, nejvýznamnější urbanistickou soutěž v Liberci za posledních několik dekád. Kritické ohlasy vyvolal fakt, že v silné konkurenci zvítězil návrh studia re:architekti, v němž působí architekt Jiří Žid, který s Janďourkem ještě jako student konzultoval svou diplomovou práci na téma právě Papírového náměstí. Angažuje se v iniciativě CityDeal, která prosazuje posílení pravomocí městských samospráv na úseku územního plánování, zapojení ekonomických a urbanistických nástrojů územního plánování do stavebního práva či kritizuje rigidnost stavebních norem a metodik vytvářených Ministerstvem pro místní rozvoj ČR.
Své působení v čele kanceláře architektury města zhodnotil slovy: „Byli jsme si vědomi, že vstupujeme do cizího organismu, který už léta jede stále ve stejném módu, a bude těžké lidi přesvědčit, aby začali o práci nás architektů přemýšlet jinak. Máme své představy o kvalitě veřejného prostoru či způsobu zadávání zakázek na kvalitu a nejen na nejnižší cenu. Základ dobrého a kvalitního stavění je vždy v projektové přípravě a umění naslouchat. Teze, že věci komplikujeme a prodražujeme, absolutně neobstojí. V dlouhodobém horizontu je tomu naopak. Nemluvě o neměřitelných kvalitách prostředí, které vytváříme. Chybí nám velkorysost a ambice.“

## Politika
Jako kritik někdejšího primátora Jiřího Kittnera kandidoval Jiří Janďourek v komunálních volbách 2006 na kandidátce Strany zelených. Ve volbách 2014 a poté i ve volbách 2018 kandidoval za hnutí Starostové pro Liberecký kraj.
V červenci 2022 oznámili Starostové pro Liberecký kraj společně s TOP 09 a KDU-ČSL změnu na své kandidátce, náměstkyně hejtmana Květa Vinklátová vyměnila s Janďourkem své sedmé místo za devatenácté. Tento krok byl odůvodněn obranou před „návratem praktik z 90. let“ a ochranou kanceláře architektury města. Na tuto tiskovou zprávu zareagoval kritikou Janďourka web Genus spadající do stavební, developerské a investiční skupiny SYNER Group. Vůči činnosti Janďourka na magistrátu se vymezila koalice ODS společně se Sportovci ve svém volebním programu. Krátce před volbami obvinil radní Petr Židek Janďourka ze zdržování projektů, nepotismu a střetu zájmů z důvodu působení Jany Janďourkové Medlíkové v Radě architektů. Janďourek tuto kritiku odmítl.
V libereckých komunálních volbách 2022 byl Janďourek zvolen zastupitelem a stál při vzniku nové vládní koalice Starostové pro Liberecký kraj společně s TOP 09 a KDU-ČSL, ANO 2011, ODS společně se Sportovci a České pirátské strany. V říjnu 2022 byl zvolen zastupitelstvem náměstkem primátora pro architekturu, veřejný prostor a dopravní stavby.